# Die Berühmten (Schauspiel)
Die Berühmten ist ein Schauspiel von Thomas Bernhard. Bernhard begann nach seinem Erfolg mit Die Macht der Gewohnheit 1974 mit der Arbeit an dem Stück, welches er 1975 fertigstellte. Die Uraufführung fand nach dem Scheitern erster Aufführungspläne im Rahmen der Salzburger Festspiele nach erheblichen Schwierigkeiten am 7. Juni 1976 in Wien statt.

## Handlung
Erstes Vorspiel (Die Perfidie der Künstler)
Allen Personen ist auf der Bühne eine Puppe ihres jeweils größten künstlerischen Vorbilds beigesellt. Mit Ausnahme der Sopranistin sind sie auf dem Sommersitz des Bassisten versammelt und tauschen Künstleranekdoten aus. Wortführer ist meist der Bassist, welcher seine zweihundertste Darbietung als Ochs im Rosenkavalier feiert. Mehrfach dreht sich das Gespräch um einen Dirigenten, der an einer Rückenverletzung litt und beim Dirigieren des Falstaff in den Orchestergraben fiel. Weitere Themen sind die Beherrschung des Kunstbetriebs durch finanzielle Interessen und die Prägung großer Genies durch ihre jeweiligen Einschränkungen und „Verkrüppelungen“.
Zweites Vorspiel (Die Künstler entledigen sich ihrer Vorbilder)
Das Gespräch setzt sich in gleicher Weise fort, der Bassist erzählt unter anderem von seinem Werdegang an die Spitze und frühen Rückschlägen. Als die Anwesenden dazu übergehen, ihre als Puppen anwesenden Vorbilder zu feiern, trifft die Sopranistin ein. Offenkundig betrunken, wendet diese sich sofort nach ihrer Ankunft der Puppe ihres großen Vorbilds, der Sopranistin Lotte Lehmann zu, und zerstört diese mit ihrer Sektflasche. Auf ihre Aufforderung hin, ihre Vorbilder ebenfalls zu erschlagen, tun es die anderen Künstler ihr gleich, zerstören, erwürgen oder erschießen die Puppen ihrer Vorbilder und würgen zum Schluss auch die Diener, die keine Zeugen werden dürfen.
Erste Szene (Die Perfidie der Künstler)
Die Vorbilder sind nun als Portraits an den Wänden präsent, die Personen sitzen darunter, auch die Diener sind trotz der vorigen Szene wieder anwesend. Das Gespräch geht von der Schönheit der Landschaft und des angenehmen Landlebens über zur Wichtigkeit, als Künstler möglichst viel Geld für die eigene Kunst zu fordern. Die Anwesenden brüsten sich mit Verhandlungsgeschick, ihren Ehrungen und spotten über die typischen Defizite anderer Berufe im Kunstbetrieb.
Zweite Szene (Die Offenbarung der Künstler)
Alle Anwesenden tragen nun verschiedene Tierköpfe und setzen das vorangegangene Gespräch fort: Hohe Gagen und Besitztümer werden besprochen und mit den zahlreichen Risiken des Künstlerdaseins kontrastiert, Anekdoten von Künstlern werden erzählt, die aus verschiedenen Gründen ihre Stimme verloren haben, nicht auftreten konnten oder gar den Ausfall einer ganzen Opernsaison verursachten. Zum Schluss feiern sie sich mit Champagner.
Dritte Szene (Die Stimmen der Künstler)
Die Akteure sprechen und schreien nur noch mit den Tierstimmen, entsprechend ihrer Tierköpfe. Drei Hahnenschreie beenden die Szene.

## Aufführung und Rezeption
Die Uraufführung war ursprünglich für die Salzburger Festspiele geplant, kam jedoch nicht zustande. Bernhard kündigte dem Festspielpräsidenten Josef Kaut sein neues Stück als »Märchen« an, das im Juli 1976 am Salzburger Landestheater uraufgeführt werden sollte. 1975 verlangte die Festspieldirektion, vor einer endgültigen Zusage das Stück einsehen zu können, Gerüchte kursierten, Bernhard würde namhafte Akteure der Salzburger Festspiele darin beleidigen. Bernhard zog im Folgenden das Stück zurück und versuchte, die Aufführung seiner Stücke in Österreich grundsätzlich zu untersagen. Die Uraufführung unter der Regie von Peter Lotschak fand am 7. Juni 1976 im Rahmen der Wiener Festwochen am Theater an der Wien statt. Auch hier war bis kurz vor Aufführungsbeginn offen, ob das Stück gespielt werden konnte. Aufgrund des noch nicht unterzeichneten Vertrags zur Aufführung drohte Bernhards Verleger Siegfried Unseld noch für den geplanten Spieltag mit einem Verbot der Aufführung, wenn der Vertrag nicht unterschrieben würde. Der Vertragsabschluss fand während der Generalprobe des Stücks statt.
Das Stück wurde eher abfällig aufgenommen. Im Spiegel wurde konstatiert, Bernhards Künstler „...speisen die Zuschauer mit Erkenntnissen ab, daß Sänger auf Höchstgagen aus sind, Angst vor Erkältungen und Heiserkeit haben und über Kollegen nur dann das Beste sagen, wenn dieselben tot sind.“ Die Andeutungen, der Verleger trage ein Stück Unseld, der Dirigent ein Stück Karajan in sich, mache dem Publikum zwar den Mund wässrig nach Bosheiten, es werde anschließend aber mit Tratsch und Gemeinplätzen abgespeist.

## Hörspielfassung
Eine Hörspielfassung von Klaus Gmeiner wurde als Coproduktion von ORF Salzburg und DRS aufgenommen, bei der Gmeiner auch die Regie führte. Die erste Ausstrahlung fand am 1. Januar 1988 statt. Im SRF wurde die Fassung als „ätzende Satire auf den Festspielbetrieb“ mit ungebrochener Aktualität gelobt.

## Ausgaben
Thomas Bernhard: Die Berühmten. In: Stücke II. Suhrkamp, Berlin 2011, ISBN 978-3-518-38034-5